# Nebris microps
Nebris microps es una especie de pez de la familia Sciaenidae en el orden de los Perciformes.

## Morfología
• Los machos pueden llegar alcanzar los 40 cm de longitud total y 570 g de peso.

## Alimentación
Come principalmente gambas.

## Hábitat
Es un pez de clima tropical y demersal que vive hasta los 50 m de profundidad.

## Distribución geográfica
Se encuentra en el Océano Atlántico occidental: desde Colombia hasta el sureste del Brasil.

## Uso comercial
Se comercializa principalmente fresco y salado. Es uno de los pescados más apreciados como alimento en la isla de Trinidad.

## Observaciones
Es inofensivo para los humanos.